# Grenet star
Grenet star (Carex chordorrhiza), er en flerårig plante i  Halvgræs-familien der vokser i sure moser i områder med Borealt klima.

## Vækstform og klassificering
Carex chordorrhiza har en usædvanlig måde at brede sig på, hvor stilke langs jorden producerer nye skud til det følgende år. Ved hjælp af denne teknik kan C. chordorrhiza brede sig vegetativt med op til 70 centimeter om året. Denne vane anses for så forskellig fra alle andre Carex -arter, at C. chordorrhiza er placeret i sin egen sektion i systematikken, Carex -sekt. Chordorrhizae, selvom lignende vaner ses hos andre arter som Carex limosa.

## Beskrivelse
Stænglerne på C. chordorrhiza er 5-32 cm lange og er oprindeligt oprejste. Efterhånden som de modnes, bliver stænglerne buede og kan nå en længde på 120 cm. Blomsterstandene er 5-16 mm lange og 4-12 mm brede. 

## Udbredelse
Carex chordorrhiza findes i boreale og subarktiske områder af den nordlige halvkugle, i Island, Skandinavien, det nordlige Tyskland, Polen, det nordlige Rusland, og i Nordamerika fra Alaska til Grønland,   og forekommer mere sporadiske så langt sydpå som Indiana og Pyrenæerne. 
Bestanden i Danmark er i tilbagegang og den regnet som en truet art på den danske rødliste.